# دورق

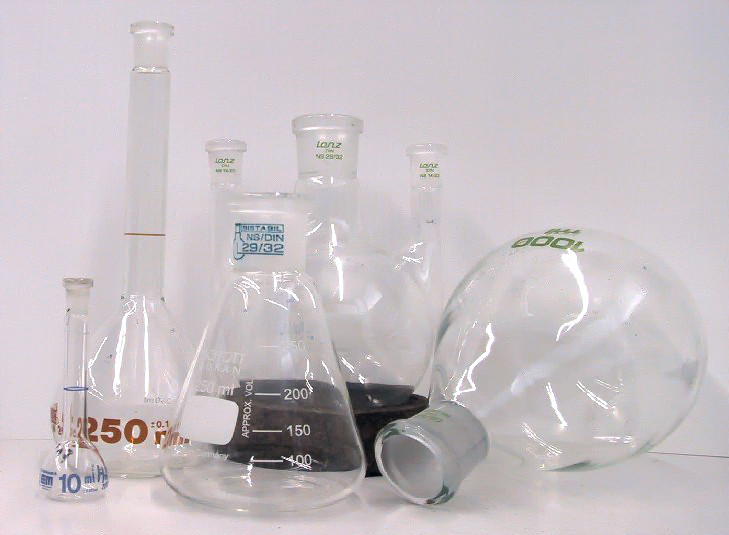
دوارق زجاجية مختلفة.

دَوْرَق المُخْتَبَر (الجمع: دَوَارِق) هي قارورة تستخدم في المختبرات هي أحد أنواع المعدات المخبرية الزجاجية،  تصنع في العادة من الزجاج أو البلاستيك، وتعرف في المختبرات بمجرد «قارورة» أو «دورق».
تستخدم القوارير في تحضير وحفظ وقياس المواد الكيميائية والمحاليل.

## الأنواع
هناك أنواع كثيرة لدوارق المختبر، من أشهرها:

دورق مخروطي
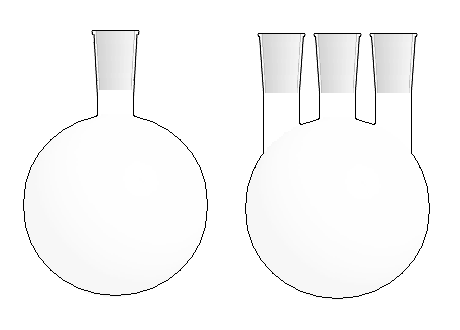
دورقان مكوران
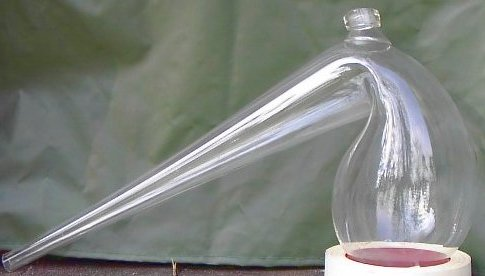
معوج
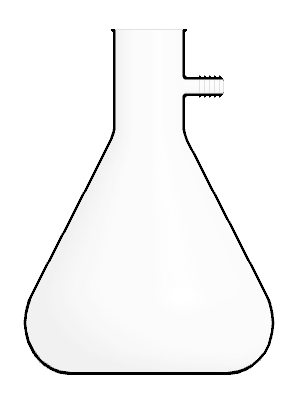
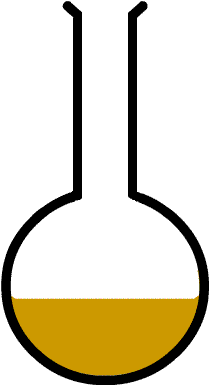
دورق مكور القعر
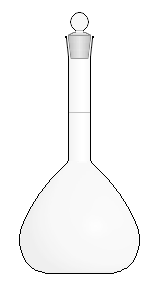
دورق مسطح القعر
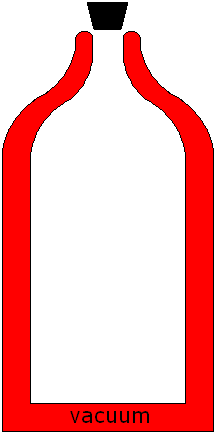